# Wolkowo (Grodzisk Wielkopolski)
Pour les articles homonymes, voir Wolkowo.
Wolkowo (prononciation : [vɔlˈkɔvɔ]) est un village polonais de la gmina de Kamieniec dans le powiat de Grodzisk Wielkopolski de la voïvodie de Grande-Pologne dans le centre-ouest de la Pologne.
Il se situe à environ 2 kilomètres à l'est de Kamieniec (siège de la gmina), à 12 kilomètres au sud-est de Grodzisk Wielkopolski (siège de la gmina et du powiat) et à 38 kilomètres au sud-ouest de Poznań (capitale régionale).

## Histoire
De 1975 à 1998, le village faisait partie du territoire de la voïvodie de Poznań.

Depuis 1999, Wolkowo est situé dans la voïvodie de Grande-Pologne.
Le village possède une population de 348 habitants en 2006.